# Groupe de Grothendieck (K-théorie)
Cet article concerne la notion utilisée en K-théorie. Pour la notion utilisée en algèbre, voir Groupe de Grothendieck (algèbre).
Le groupe de Grothendieck est une construction utilisée en théorie des catégories et en K-théorie algébrique, qui permet d'associer à toute catégorie triangulée ou de Waldhausen (en) un groupe abélien contenant des informations sur la catégorie concernée, parfois appelé « groupe de K-théorie » voire « K-théorie » de la catégorie en question. Le groupe de Grothendieck a été introduit pour la démonstration du théorème de Grothendieck-Hirzebruch-Riemann-Roch et porte le nom du mathématicien Alexander Grothendieck.

## Définition
Soit C une petite sous-catégorie additive (ou exacte, ou triangulée) d'une catégorie abélienne A. On note Ob(C) les objets de C, que l'on considère à isomorphisme près. On considère le groupe abélien libre sur ces classes d'isomorphisme, que l'on note F(C), dont tout élément peut s'écrire comme somme formelle
{\displaystyle \sum n_{X}[X]}
avec [X] la classe d'isomorphisme d'un objet X de C et nX un entier, qui est presque toujours nul. Alors pour toute suite courte de C
{\displaystyle (E)\qquad 0\to X\to Y\to Z\to 0}
on associe un élément de F(C) de la forme 
{\displaystyle Q(E)=[X]-[Y]+[Z]}.
On note H(C) le sous-groupe de F(C) engendré par les suites exactes courtes (ou les triangles distingués, si on considère une catégorie triangulée). Le groupe de Grothendieck est le groupe quotient
{\displaystyle K(C)=F(C)/H(C)}
parfois noté {\displaystyle \mathrm {Gr} (C)}. 
C'est-à-dire que pour toute suite exacte de la forme (E) on a dans ce groupe la relation [X] - [Y] + [Z] = 0. Cela donne directement une expression du groupe de Grothendieck en termes de générateurs (les éléments [X] pour tout objet X) et relations.

## Universalité
Si la catégorie C est additive, elle admet les sommes finies et la suite
{\displaystyle 0\to X\to X\oplus Y\to Y\to 0}
est exacte, si bien que l'on a la « formule d'addition » {\displaystyle [A\oplus B]=[A]+[B]}. Dans ce cas l'application {\displaystyle k:\mathrm {Ob} (C)\to K(C)} est additive, et vérifie la propriété universelle suivante : pour toute application additive {\displaystyle \phi } de Ob(C) dans un groupe G, il existe un unique homomorphisme {\displaystyle \xi :K(C)\to G} tel que {\displaystyle \phi =\xi \circ k}.

### Sources et bibliographie
- Pierre Berthelot, Alexandre Grothendieck, Luc Illusie : Théorie des intersections et théorème de Riemann-Roch, dans SGA 6 (1971)
- Armand Borel et Jean-Pierre Serre, « Le théorème de Riemann–Roch », Bulletin de la Société Mathématique de France, vol. 86,‎ 1958, p. 97-136 (ISSN 0037-9484, MR 0116022)